# 神社制度調査会
神社制度調査会（じんじゃせいどちょうさかい）は、内務大臣の監督の下に、その諮問に応じて神社制度に関する重要事項を調査審議する諮問機関である。また、神社制度に関する重要事項について関係各大臣に建議を行うことができる。

## 概要
昭和4年（1929年）12月9日、神社制度調査会官制（昭和4年勅令第347号）が公布され、同日から施行された。
会長は1人、委員は30人以内で組織される。
特別の事項を審議する必要があるときは臨時委員を置くことができる。
会長は内務大臣の奏請によって勅命し、委員および臨時委員は内務大臣の奏請によって内閣において命じる。
会長は会務を総理し、会長に事故のあるときは内務大臣が指名する委員がその職務を代理する。
若干名の幹事は内務大臣の奏請によって内閣において命じ、会長の指揮を承け庶務を整理する。
若干名の書記は内務大臣が命じ、会長および幹事の指揮を承け庶務に従事する。
昭和4年（1929年）12月17日、第1回総会が開会された。
初代会長は山川健次郎、初代特別委員長は江木千之である。
昭和21年（1946年）2月に、行政整理実施ノ為ニスル内務省官制中改正等ノ件（昭和21年勅令第59号）により、神祇院などと共に、廃止された。